# Ermengol Coll de Valldemia
Ermengol Coll de Valldemia i Grau (Moià, 16 de setembre de 1810 - Mataró, 14 de maig de 1876), també conegut com a Hermenegildo Coll de Valldemia o Hermenegild, va ser un prevere escolapi.

## Biografia
El seu nom de pila era Simó que canvià per Ermengol en ingressar a l'orde escolapi l'any 1826. Estudià les primeres lletres, gramàtica i retòrica als Escolapis de Moià. Cursà filosofia a l'Escola Pia de Mataró i teologia a la de Balaguer. S'ordenà sacerdot a Balaguer el 1834.
Marxa a Cuba en produir-se de la crema dels convents i l'exclaustració de 1835. L'arquebisbe de Santiago encomanà a Ermengol Coll i als seus col·laboradors Pelegrí Ferrer i Ramon Cuspinera l'organització i el desenvolupament de l'ensenyament confessional a l'illa. Coll de Valldemia obre i dirigeix el Liceo Calasancio a Puerto Príncipe, (avui Camagüey), els col·legis escolapis de Trinidad, Villa-Clara i Santiago. Exerceix diversos càrrecs eclesiàstics com la secretaria de cambra de l'arquebisbe. És membre d'entitats com Real Sociedad Económica del País, la Real Sociedad Patriòtica o la Comisión de Exámenes de Profesores Públicos. En aquests anys viatja als Estats Units on coneix centres escolars prestigiosos.
Tornà a Catalunya el 1852 en canviar la situació política a la metròpoli i havent-se signat el Concordat amb la Santa Seu l'any anterior. El 1853 fou investit membre de la Reial Acadèmia de Bones Lletres de Barcelona. Fou nomenat Predicador Supernumerari de la reina Isabel II el 1858, càrrec confirmat el 1875 pel rei Alfons XII.
Fou un reconegut orador i predicador i "erudit en Teologia, Sagrades Escriptures, Història i Filosofia". Va ser l'autor de diversos textos de caràcter religiós com «Sermón de la caridad, en honor de San Francisco de Paula» i «Religión y sociedad civil. Oración fúnebre en elogio del Dr. D. Jaime Balmes». Aquest darrer text és d'especial interès per comprendre la visió de la persona i de la societat de Coll de Valldemia, el qual subscriu de ben a prop les idees del filòsof vigatà en el camp polític, social, pedagògic i religiós. Ermengol Coll de Valldemia esdevé un clar exemple dels plantejaments del liberalisme catòlic.
Va fundar a Mataró, el 1885, el Col·legi de Catalunya, que després passà a anomenar-se Col·legi Valldemia, juntament amb Pelegrí Ferrer (primer ideòleg del projecte) i Ramon Cuspinera. Aquest centre gaudí d'un notable prestigi entre la burgesia. Entre els seus alumnes trobem futures personalitats de relleu a la societat i l'economia catalanes com ara Darius Romeu (futur baró de Viver), Eusebi Güell o Manuel Girona. Fou concebut com una escola elitista a la manera dels grans internats estrangers coetanis. Dotat de modernes i àmplies instal·lacions i un professorat de nivell. Jordi Monés situa al Col·legi de Valldemia com un dels de més qualitat de la Catalunya del seu temps.